# Bas-et-Lezat
Bas-et-Lezat – miejscowość i gmina we Francji, w regionie Owernia-Rodan-Alpy, w departamencie Puy-de-Dôme.
Według danych na rok 1990 gminę zamieszkiwało 185 osób, a gęstość zaludnienia wynosiła 15 osób/km² (wśród 1310 gmin Owernii Bas-et-Lezat plasuje się na 664. miejscu pod względem liczby ludności, natomiast pod względem powierzchni na miejscu 727.).